# Veslanje na OI 2016.
Veslačka natjecanja na Olimpijskim igrama 2016. u Rio de Janeiru održana su od 6. do 13. kolovoza 2016. u Laguni Rodrigo de Freitas. Održana su natjecanja u 14 disciplina u kojima je nastupilo 550 veslača, 331 muškarac i 219 žena.

## Natjecanje
Veslači su se na Olimpijskim igrama natjecali u 14 disciplina: 8 muških i 6 ženskih. Među disciplinama su se nalazile i utrke lakih veslača u dvije kategorija: u jednoj veslači veslaju s jednim veslom, a u drugoj kategoriji, zvanoj "na pariče", veslači veslaju s dva vesla.
Discipline "na pariće" uključuju muški i ženski samac, dvojac, dvojac laki veslači i četverac, dok su discpline s jednim veslom muški i ženski dvojac, osmerac, muški četverac i četverac laki veslači.
Iako se broj disciplina (njih 14) promijenio od Olimpijskih igara 2012. u Londonu, broj natjecatelja je u nekih disciplinama kao što su samac i četverac na pariće od muških te samac na pariće, dvojac, četverac lake veslačice od ženskih disciplina smanjio i ograničio, što je dalo strožu kvotu za nastup na Olimpijskim igrama.

## Osvajači medalja
| Disciplina                          | Zlato | Srebro | Bronca |
| ----------------------------------- | --- | --- | --- |
| Dvojac bez kormilara muški          | Novi Zeland Eric Murray Hamish Bond | JAR Lawrence Brittain Shaun Keeling | Italija Marco Di Costanzo Giovanni Abagnale |
| Četverac bez kormilara muški        | Ujedinjeno Kraljevstvo Alex Gregory Mohamed Sbihi George Nash Constantine Louloudis                                                             | Australija Will Lockwood Josh Dunkley-Smith Josh Booth Alexander Hill                                                                                   | Italija Domenico Montrone Matteo Castaldo Matteo Lodo Giuseppe Vicino                                                                              |
| Četverac bez kormilara laki veslači | Švicarska Lucas Tramèr Simon Schürch Simon Niepmann Mario Gyr                                                                                   | Danska Jacob Barsøe Jacob Larsen Kasper Winther Jørgensen Morten Jørgensen                                                                              | Francuska Franck Solforosi Thomas Baroukh Guillaume Raineau Thibault Colard                                                                        |
| Dvojac bez kormilarke žene          | Ujedinjeno Kraljevstvo Helen Glover Heather Stanning                                                                                            | Novi Zeland Genevieve Behrent Rebecca Scown | Danska Hedvig Rasmussen Anne Andersen |
| Osmerac muški                       | Ujedinjeno Kraljevstvo Paul Bennett Scott Durant Matt Gotrel Matt Langridge Tom Ransley Pete Reed William Satch Andrew Triggs-Hodge Phelan Hill | Njemačka Maximilian Munski Malte Jakschik Andreas Kuffner Eric Johannesen Maximilian Reinelt Felix Drahotta Richard Schmidt Hannes Ocik Martin Sauer    | Nizozemska Kaj Hendrik Robert Lücken Boaz Meylink Boudewijn Roell Olivier Siegelaar Dirk Uittenboogaard Mechiel Versluis Tone Wieten Peter Wiersum |
| Osmerac žene                        | SAD Emily Regan Kerry Simmonds Amanda Polk Lauren Schmetterling Tessa Gobbo Meghan Musnicki Eleanor Logan Amanda Elmore Katelin Snyder          | Ujedinjeno Kraljevstvo Katie Greves Melanie Wilson Frances Houghton Polly Swann Jessica Eddie Olivia Carnegie-Brown Karen Bennett Zoe Lee Zoe De Toledo | Rumunjska Roxana Cogianu Ioana Strungaru Mihaela Petrilă Iuliana Popa Mădălina Beres Laura Oprea Adelina Boguș Andreea Boghian Daniela Druncea     |
| Samac muški                         | Mahé Drysdale Novi Zeland | Damir Martin Hrvatska | Ondrej Synek Češka |
| Dvojac na pariće muški              | Hrvatska Martin Sinković Valent Sinković | Litva Mindaugas Griškonis Saulius Ritter | Norveška Kjetil Borch Olaf Tufte |
| Dvojac na pariće laki veslači       | Francuska Pierre Houin Jérémie Azou | Irska Gary O'Donovan Paul O'Donovan | Norveška Kristoffer Brun Are Strandli |
| Četverac na pariće muški            | Njemačka Philipp Wende Lauritz Schoof Karl Schulze Hans Gruhne                                                                                  | Australija Karsten Forsterling Alexander Belonogoff Cameron Girdlestone James McRae                                                                     | Estonija Andrei Jämsä Allar Raja Tõnu Endrekson Kaspar Taimsoo                                                                                     |
| Samac žene                          | Kim Brennan Australija | Gevvie Stone SAD | Duan Jingli NR Kina |
| Dvojac na pariće žene               | Poljska Magdalena Fularczyk-Kozłowska Natalia Madaj                                                                                             | Ujedinjeno Kraljevstvo Victoria Thornley Katherine Grainger                                                                                             | Litva Donata Vištartaitė Milda Valčiukaitė |
| Dvojac na pariće lake veslačice     | Nizozemska Ilse Paulis Maaike Head | Kanada Lindsay Jennerich Patricia Obee | NR Kina Huang Wenyi Pan Feihong |
| Četverac na pariće žene             | Njemačka Annekatrin Thiele Carina Bär Julia Lier Lisa Schmidla                                                                                  | Nizozemska Chantal Achterberg Nicole Beukers Inge Janssen Carline Bouw                                                                                  | Poljska Maria Springwald Joanna Leszczyńska Agnieszka Kobus Monika Ciaciuch                                                                        |

## Poveznice
- Europsko prvenstvo u veslanju 2016.
- Svjetsko prvenstvo u veslanju - Willem-Alexander Baan 2016.